# Liste der Kernkraftwerke in Belgien
Mit Stand Februar 2025 werden in Belgien an 2 Standorten 4 Reaktorblöcke mit einer installierten Nettoleistung von zusammen 3483 MW betrieben; 4 Blöcke an 3 Standorten mit einer installierten Nettoleistung von zusammen 2469 MW wurden bereits stillgelegt. Der erste kommerziell genutzte Reaktorblock ging 1962 in Betrieb.
In Belgien wurden 2011 in Kernkraftwerken insgesamt 45,9 Mrd. kWh (Netto) erzeugt; damit hatte die Kernenergie einen Anteil von 54 Prozent an der Gesamtstromerzeugung. Im Jahr 2022 wurden 41,617 Mrd. kWh erzeugt; damit betrug ihr Anteil 46,4 Prozent an der Gesamtstromerzeugung.

## Karte
| BR-3 |

| Doel |

| Tihange |

## Tabelle
| Name    | Block | Reaktor- typ | Modell    | Status      | Leistung [MWe] | Leistung [MWe] | Therm. Leistung [MWt] | Bau- beginn | Erste Kritikalität | Erste Netz- synchro- nisation | Kommer- zieller Betrieb (geplant) | Abschal- tung (geplant) | Ein- speisung [TWh] |
| Name    | Block | Reaktor- typ | Modell    | Status      | Netto          | Brutto         | Therm. Leistung [MWt] | Bau- beginn | Erste Kritikalität | Erste Netz- synchro- nisation | Kommer- zieller Betrieb (geplant) | Abschal- tung (geplant) | Ein- speisung [TWh] |
| ------- | ----- | ------------ | --------- | ----------- | -------------- | -------------- | --------------------- | ----------- | ------------------ | ----------------------------- | --------------------------------- | ----------------------- | ------------------- |
| BR-3    | 1     | PWR          | Prototype | Stillgelegt | 10 (11)        | 12             | 41                    | 01.11.1957  | 29.08.1962         | 10.10.1962                    | 10.10.1962                        | 30.06.1987              | 0,76                |
| Doel    | 1     | PWR          | WH 2LP    | Stillgelegt | 445 (392)      | 454            | 1311                  | 01.07.1969  | 18.07.1974         | 28.08.1974                    | 15.02.1975                        | 14.02.2025              | 143,91              |
| Doel    | 2     | PWR          | WH 2LP    | In Betrieb  | 445            | 454            | 1311                  | 01.09.1971  | 04.08.1975         | 21.08.1975                    | 01.12.1975                        | (01.12.2025)            | 142,25              |
| Doel    | 3     | PWR          | WH 3LP    | Stillgelegt | 1006 (890)     | 1056           | 3054                  | 01.01.1975  | 14.06.1982         | 23.06.1982                    | 01.10.1982                        | 23.09.2022              | 270,92              |
| Doel    | 4     | PWR          | WH 3LP    | In Betrieb  | 1038 (1000)    | 1090           | 2988                  | 01.12.1978  | 31.03.1985         | 08.04.1985                    | 01.07.1985                        | (2035)                  | 286,54              |
| Tihange | 1     | PWR          | Framatome | In Betrieb  | 962 (870)      | 1009           | 2873                  | 01.06.1970  | 21.02.1975         | 07.03.1975                    | 01.10.1975                        | (01.10.2025)            | 314,56              |
| Tihange | 2     | PWR          | WH 3LP    | Stillgelegt | 1008 (900)     | 1055           | 3064                  | 01.04.1976  | 05.10.1982         | 13.10.1982                    | 01.06.1983                        | 01.02.2023              | 270,83              |
| Tihange | 3     | PWR          | WH 3LP    | In Betrieb  | 1038 (1020)    | 1089           | 3000                  | 01.11.1978  | 05.06.1985         | 15.06.1985                    | 01.09.1985                        | (2035)                  | 297,10              |

1. ↑  Der IAEA wurden für den Block 1 des KKW BR-3 für die Jahre 1962 bis 1972 und 1980 bis 1981 keine Daten bzgl. der Jahreserzeugung geliefert.
2. ↑  Framatome 3 loops reactor
3. ↑  Der IAEA wurden für den Block 3 des KKW Tihange für das Jahr 1985 keine Daten bzgl. der Jahreserzeugung geliefert.